# 內林 (雲林縣)
內林，是台灣雲林縣斗六市的一個傳統地域名稱，位於該市南部偏東。相較於今日行政區，其範圍大致包括梅林里、榴中里西南端。

## 歷史
台灣清治末期至日治初期，內林地區為一街庄，稱為「內林庄」，隸屬於斗六堡。該庄北邊西段與石榴班庄為鄰，北邊東段及東邊與咬狗庄為鄰，南與棋盤厝庄、新庄為鄰，西邊為菜公庄、海豐崙庄。
1901年（日治明治三十四年）11月，全台廢縣廳改設二十廳，該庄隸屬於斗六廳。1903年（明治三十六年）6月，該庄編入「菜公區」，隸屬於斗六廳。1909年（明治四十二年）10月，合併二十廳為十二廳，菜公區改隸屬於嘉義廳。1920年（大正九年），全台地方制度大改正，廢十二廳改設五州二廳，該庄改制為「內林」大字，隸屬於臺南州斗六郡斗六街。
戰後斗六街改制為斗六鎮，隸屬於臺南縣，大字亦改制為里。1946年8月，斗六、林內分治，本地區仍隸屬斗六鎮。1950年10月，雲、嘉、南分治，斗六鎮改隸屬雲林縣。1981年，斗六鎮升格為縣轄斗六市。

## 聚落
本地區發展較早的聚落有埤仔頭、內林、溪仔底等，在日治期初期的官方地圖上已有記載。

## 交通
台鐵縱貫線是台灣西部南北鐵路幹線，大致以東北—西南走向繞大彎轉東微北—西微南走向經過內林地區西北部邊界外不遠處。北側最近的車站是石榴車站，屬招呼站，僅停靠區間車；西南側最近的是斗六車站，屬一等站，除部分普悠瑪號、自強號外，其餘列車皆停靠。由此等可前往台鐵沿線各站。
國道3號又稱「福爾摩沙高速公路」，是貫穿台灣西部的兩條縱向高速公路之一，大致以北向南繞大彎轉東北微北—西南微南走向經過本地區東部。境內未設交流道，北側最近的是省道台3線交會處的斗六交流道，南側最近的是古坑交流道，包括縣道149甲線交會處北側匝道（僅供南出北入）及縣道158甲線交會處的南側匝道（僅供南入北出），兩匝道之間另夾有古坑系統交流道，即省道台78線（東西向快速公路－台西古坑線）東側端點。由此可快速前往台灣南北各地及雲林縣中、西部。
省道台3線（石榴路、文化路）俗稱「內山公路」，是臺北至屏東的幹道，大致以東北微東—西南微西走向經過本地區西北部邊界不遠處，並近於台鐵縱貫線。由該道路向東北微東轉東北經國道3號斗六交流道後可前往林內、竹山、名間、南投等地；向西南微西轉南南西繞經斗六市區外環道後轉南可前往古坑、梅山、竹崎等地。
鄉道雲55線（南仁路）是頂半治至梅林（內林）的道路，其南側端點（終點）位於本地區東部內林聚落北側偏西的鄉道雲214線路口。由此向西北直行，出境後可前往石榴班、竹圍子、大埔尾東北端、新庄子、湖子內地區西部的後半治聚落並止於鄉道雲56線路口。
鄉道雲213線（湖山路、梅林路、梅東路、梅庄路）是湖山至東和（溪邊厝）的道路，大致以北北東—南南西走向由本地區北部邊界東側入境，至內林（梅林）聚落的鄉道雲214線路口轉東微南與其共線約130公尺，至梅東路路口轉南獨行，過梅林溪梅南橋至鄉道雲217線起點路口轉西北西，至路口轉西南，於本地區南部邊界中央略偏西處經鄉道雲213-1線起點路口並至出境。由該道路向北北東可前往咬狗並止於其西部偏北的鄉道雲218線路口；向西南可前往棋盤厝西北端、新庄、溪邊厝與菜公交界地帶、溪邊厝並止於鄉道雲201線路口。
鄉道雲213-1線是新莊（實際起點在新庄東北郊約500公尺處）至新厝的道路，全線位於本地區境內，其西側端點位於本地區南部邊界中央略偏西處的鄉道雲213線路口。由此向東南東出境後，經國道3號高架橋下轉東可前往棋盤厝區西北部的新厝聚落並止於鄉道217線路口。
鄉道雲214線（榮譽路、碑頭路、梅林路、水源路）是斗六至檨仔坑的道路，大致以西向東由本地區西部邊界入境，至內林聚落轉東南東蜿蜒而行，經鄉道雲55線終點路口後續行，至鄉道雲213線左側（湖山路）路口續行與其共線約130公尺，至鄉道雲213線右側（梅南路）路口後獨行，出聚落後經國道3號高架橋下續行，其後轉東北東於本地區東部邊界出境。由該道路向西可前往菜公東北部、林子頭北部並止於縣道149甲線舊線（成功路）路口（位於斗六市區東南側）；向東北東轉東南東可前往咬狗地區南部的檨仔坑聚落東側並止於玉當山廟前。
鄉道雲217線（梅南路、無名道路）是梅林至圳頭坑的道路，其北側端點位於內林聚落東南郊的鄉道雲213線路口。由此向東南東轉東南，經國道3號高架橋下後續行以至出境，可前往棋盤厝、新庄地區中部偏西北並止於鄉道雲215線路口。

## 學校
- 梅林國小